# ワンダー・ストーリーズ

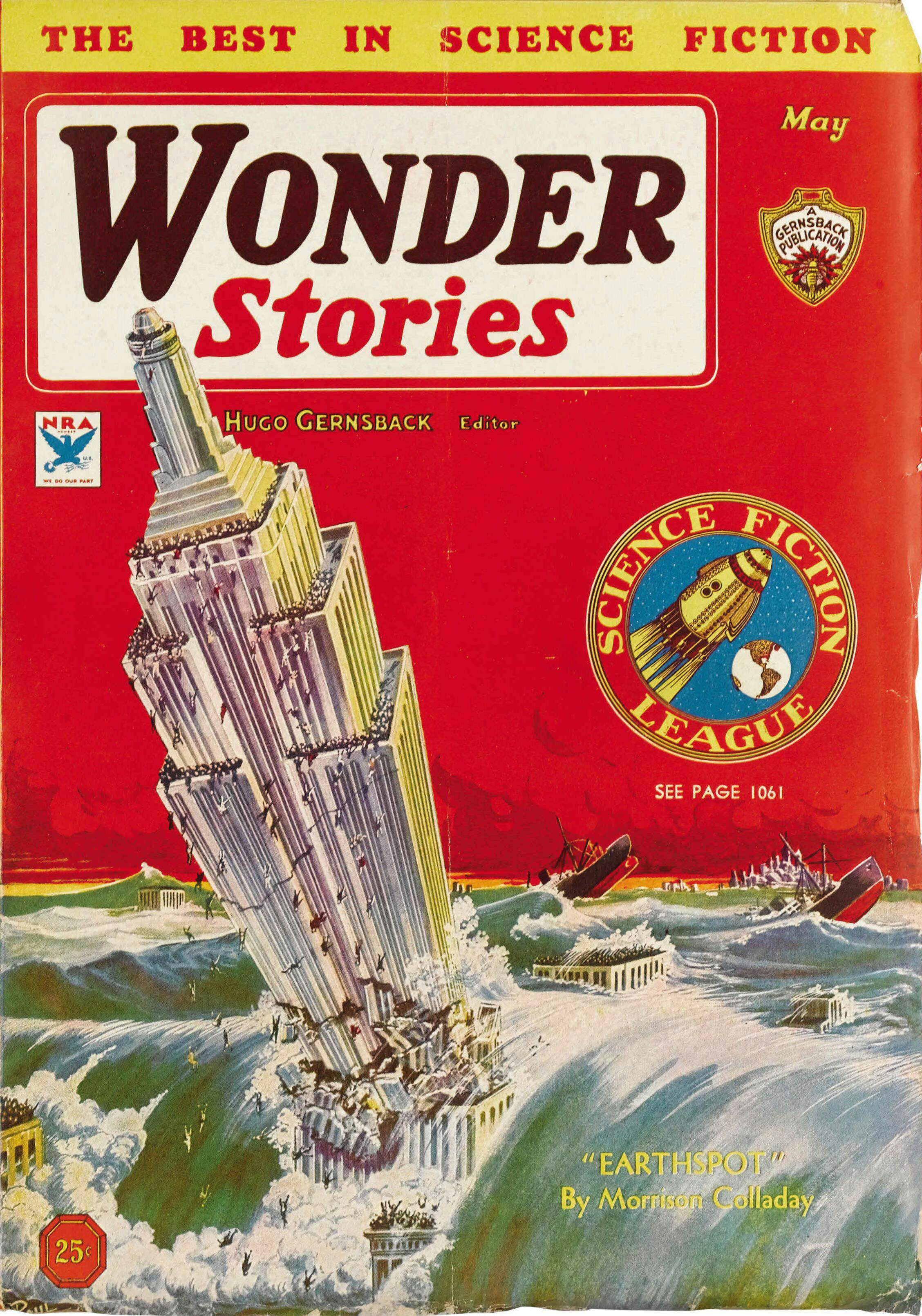
『ワンダー・ストーリーズ』1934年5月号の表紙

『ワンダー・ストーリーズ』（Wonder Stories）は、アメリカ合衆国のSFパルプ・マガジン。1929年から1955年にかけて、幾度かの誌名変更を経つつ刊行された。会社の破産により『アメージング・ストーリーズ』を売却したヒューゴー・ガーンズバックが、新たに作ったパルプ雑誌である。
経営していたメディア会社・エクスペリメンター出版が破産してすぐに、ガーンズバックは新しい出版社・ガーンズバック出版を設立し、同年内に3つの新雑誌を創刊した。『エア・ワンダー・ストーリーズ』、『サイエンス・ワンダー・ストーリーズ』、『季刊サイエンス・ワンダー』である。初めの2つは1930年に統合されて『ワンダー・ストーリーズ』となった。最後のものは『季刊ワンダー・ストーリーズ』に改称された。これらの雑誌は財政的にはうまく行かず、ガーンズバックはビーコン出版に『ワンダー・ストーリーズ』を売却した。こうして『スリリング・ワンダー・ストーリーズ』となった本誌は20年近くの間、息を長らえた。1955年冬号を以って最終号となり、同経営者の『スタートリング・ストーリーズ』へ統合された。その『スタートリング』も長くは続かず、同年末には廃刊となった。
ガーンズバック時代の編集長は最初がデイヴィッド・ラッサーで、彼は掲載作品の質を上げるべく尽力した。1933年の中期からはチャールズ・ホーニッグがその後を引き継いだ。ラッサーもホーニッグも、いくつかの有名作品を世に送り出している。例えばスタンリイ・G・ワインボウムの『火星のオデッセイ』はこの時期の作品である。しかし彼らの（特に、ホーニッグの）努力は報われなかったと言える。ライバル誌『アスタウンディング』が成功を遂げ、SF界の流れを牛耳るようになったからである。『スリリング・ワンダー』時代の序盤には質的向上は見られなかった。1940年代の初期には、従来より若い読者に狙いを定めて内容をジュブナイル的にし、表紙絵も「肌も露な宇宙服を着けた美女」を描いた。その後の編集長たちは小説の改善に取り組んだ。40年代の終わりまでには、（SF史家マイク・アシュリーの意見によると）本誌は『アスタウンディング』とほとんど比肩しうるものになった。

## 背景
19世紀の終わりまでには、科学と発明に焦点を当てた未来小説（ジュール・ヴェルヌの旧作や他の作家の新作）は大衆小説誌によく載るようになっていた。例えば1889年創刊の『ムンゼイ・マガジン』や1896年創刊の『アーゴシー』は年に何篇かのSFを載せていた。『マックルーア』誌のような文学寄りの上等な「スリック雑誌」もSFを扱わないわけではなかったが、20世紀初頭まではサイエンス・フィクション（当時この言葉はまだ無かった）はむしろパルプ雑誌によく載せられた。最初のSF専門誌『アメージング・ストーリーズ』は、パルプ雑誌の最盛期であった1926年、ヒューゴー・ガーンズバックによって創刊された。この雑誌はSFというジャンルが独立した市場を形成する一助となり、1930年代末期にはジョン・W・キャンベルの『アスタウンディング』誌による「SF黄金時代」の到来を招いた。『ワンダー・ストーリーズ』は『アメージング』の直後、パルプ時代に創刊され、黄金時代を経て1950年代まで生き延びた。

## 内容と受容

### 初期

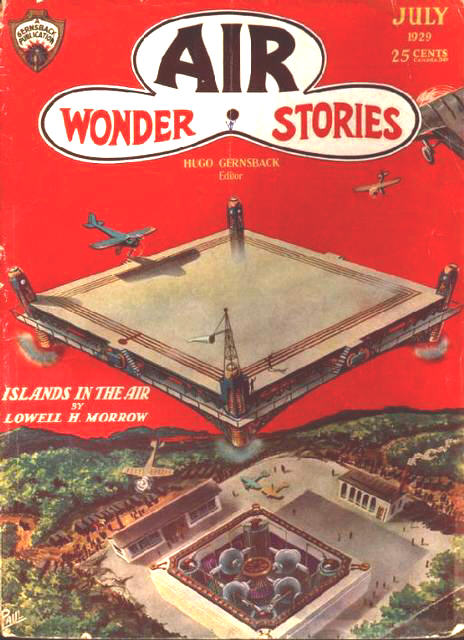
『エア・ワンダー・ストーリーズ』創刊号（1929年7月号）の表紙（フランク・R・パウル画）

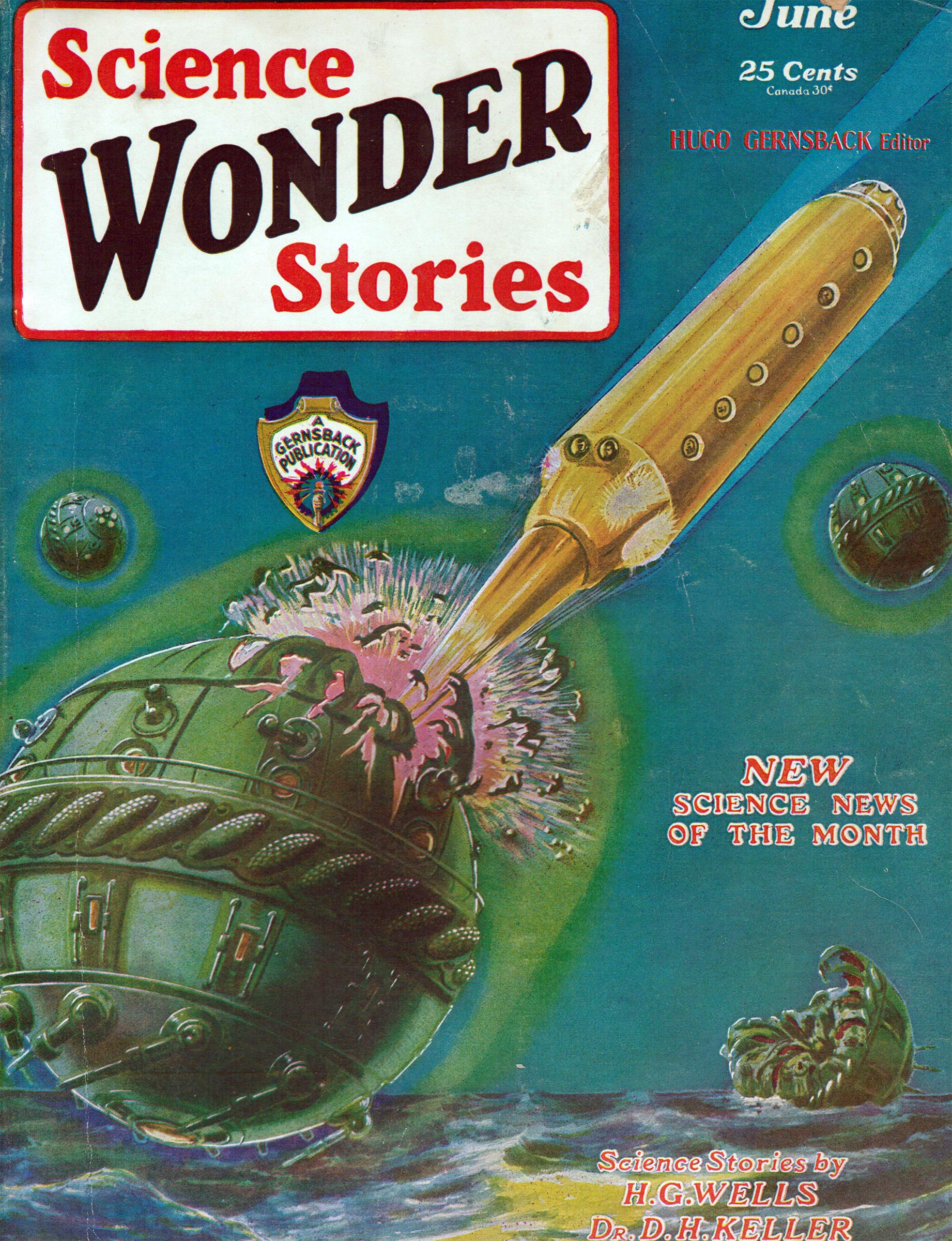
『サイエンス・ワンダー・ストーリーズ』創刊号（1929年6月号）表紙（パウル画）

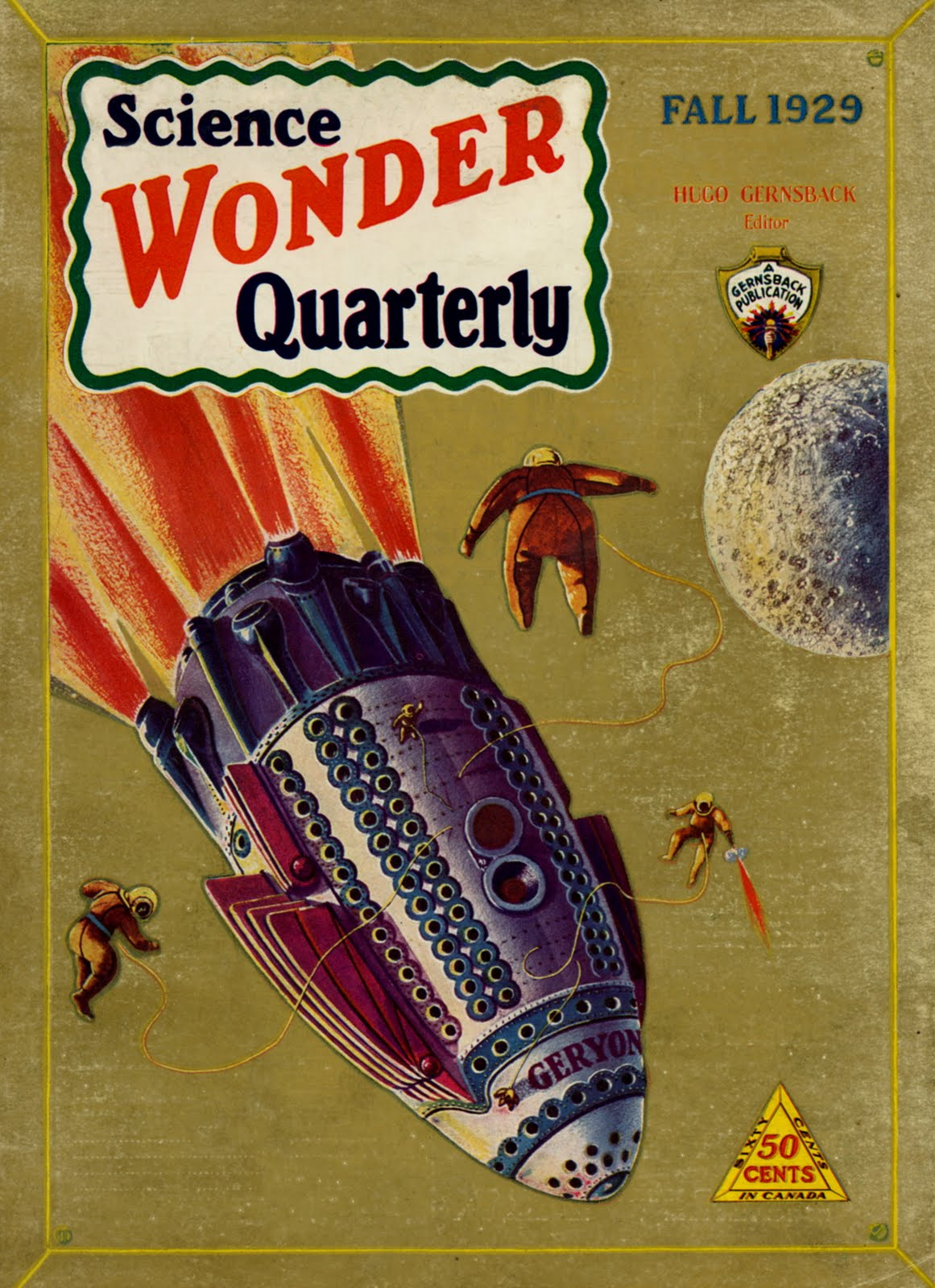
『サイエンス・ワンダー・クォータリー』創刊号（1929年秋号）表紙（パウル画）

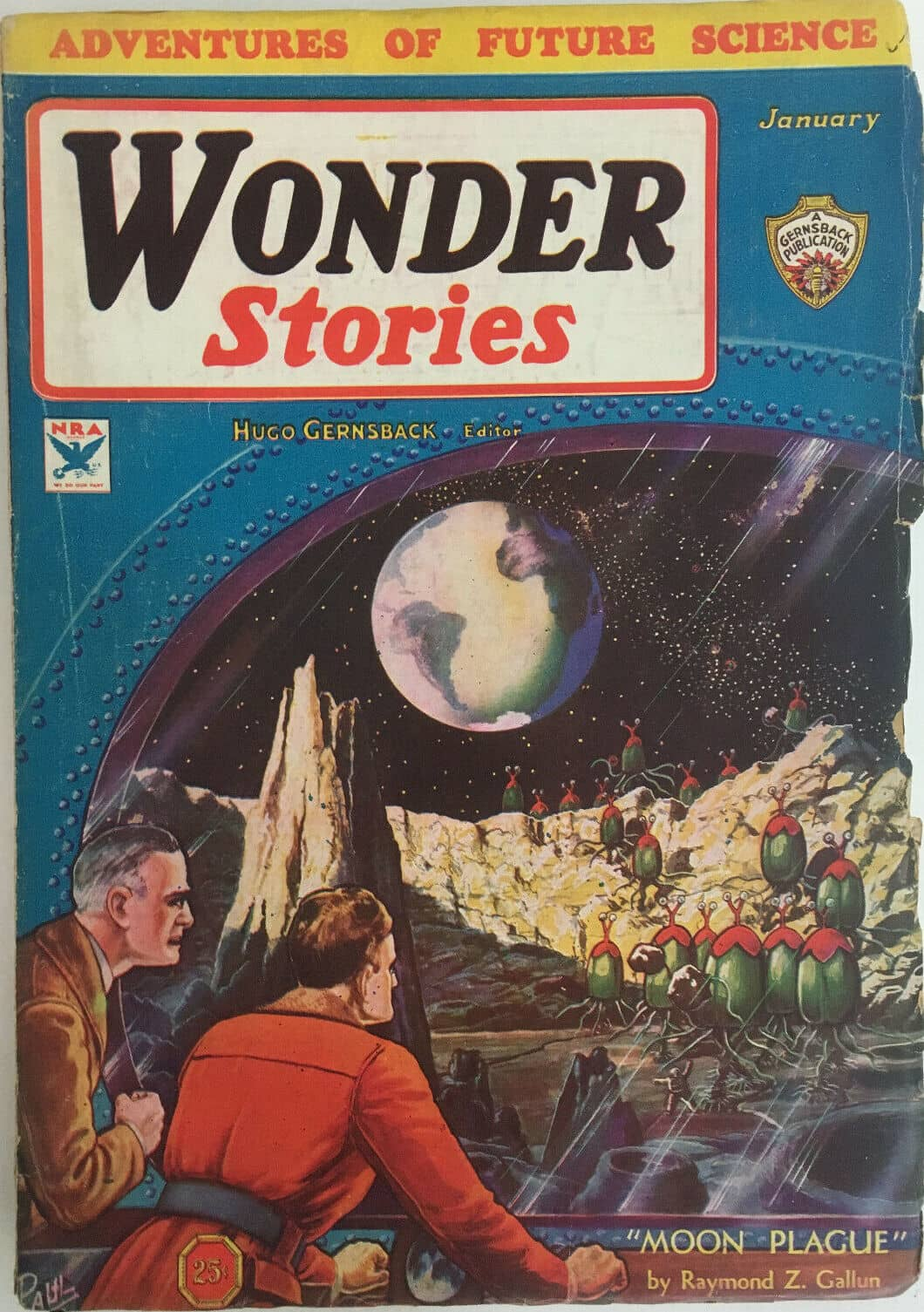
『ワンダー・ストーリーズ』1934年1月号の表紙

ガーンズバックは『エア・ワンダー』を「未来の航空物語、それも科学・技術がプロットと密接に結びついた、冒険・探検・勝利で満ちた物語」のみで埋め尽くそうと計画していた。航空関係のノンフィクション（クイズ、記事、書評）も載せられた。読者の投書ページもあり、そこから読者層が航空ファンというより寧ろSFファンから成っていることが明白になった。ガーンズバックが後に述懐したところによれば、『エア・ワンダー』と『サイエンス・ワンダー』の読者（定期購読者。店頭での購買者は計算に入っていない）の重複は90%であった。
ガーンズバックは頻繁に読者参加企画を開催している。例えば『エア・ワンダー』1930年2月号では雑誌のスローガンを募集した。後年『トリフィド時代』で有名作家となるジョン・ウィンダムは、ジョン・ベイノン・ハリス名義（本名）で"Future Flying Fiction"（「未来の航空小説」）という案を出して最優秀に選ばれた。翌年、『季刊ワンダー』で「私はSFを普及させるために何をしてきたか」コンテストが行なわれ、レイモンド・パーマー（後に『アメージング』の編集長となる人物）が優勝している。彼は「科学文通クラブ」を創立していたのである。
『サイエンス・ワンダー』の創刊号には、フレッチャー・プラット、アーウィン・レスター、スタントン・A・コブレンツ、デイヴィッド・H・ケラーらの短編が掲載された。『エア・ワンダー』はヴィクター・マクルーアの旧作"Ark of the Covenant"で幕を開けた。ニール・R・ジョーンズ、エド・アール・レップ、レイモンド・Z・ガラン、ロイド・エシュバックといった作家たちは、これら初期『ワンダー』系雑誌からデビューした。当時、掲載されるSF小説の質は総じて低く、ラッサー編集長は質的向上を渇望していた。

### 統合後
ラッサーは作家たちにアイディアを与え、また草稿を批評し、科学性・文学性の両面で掲載作品の質的向上に努めた。彼と作家たち（例えばジャック・ウィリアムスン）の間の書簡は一部が現存している。ラッサーはウィリアムスンに対して科学的整合性の重要さを説いている。ラッサーと作家の共同作業は、正式な合作にまで発展することもあった。『ワンダー・ストーリーズ』1931年7月号掲載の"The Time Projector"は「デイヴィッド・H・ケラー&デイヴィッド・ラッサー作」とクレジットされた。ラッサー（と次代編集長のホーニッグ）は、ガーンズバックからほぼ完全な自由裁量権を与えられており、ガーンズバックの仕事は出来たものを承認するだけであった。この事情は、『アメージング』とは正反対であった。SF史家サム・モスコウィッツは、その理由を次のように推測している。『ワンダー・ストーリーズ』は常に金欠であったため、ガーンズバックは原稿料の借りがある作家たちにはなるべく顔を合わせたくなかったのである、と。
ラッサーは自由な議論に価値を見出し、投書欄を維持した。また性関連のトピックを扱った作品の掲載にも躊躇しなかった。トーマス・S・ガードナーの"The Last Woman"は、進化の結果、愛を超絶した未来の男性たちが最後の女性を博物館に保存するというプロットである。ジョン・ウィンダムの初期作"The Venus Adventurer"は、宇宙船乗りが金星の無垢な原住民を退廃に導く物語であった。ラッサーは単なるスペース・オペラの刊行を避けており、30年代初期の『ワンダー・ストーリーズ』に載った作品の幾つかは、当時の宇宙小説の大半と比べて遥かにリアリスティックであった。例を挙げるとエドモンド・ハミルトンの"A Conquest of Space"、P・スカイラー・ミラーの"The Forgotten Man of Space"、そして"The Moon Tragedy"を初めとするフランク・K・ケリーの数作品などは当時としては異彩を放っている。
ラッサーは米国ロケット協会の創設者の1人でもある（創設時の名称は「惑星間協会」）。協会の発足は『ワンダー』1930年6月号で公表された。作家たちの中にも数人は協会員がいた。そのためか、『季刊ワンダー・ストーリーズ』に載る小説には惑星間の冒険を扱うものが増加した。エヴリット・ブライラーの研究によれば、作品のほぼ三分の二がその種のものであった。『季刊ワンダー』の1931年冬号は「惑星間」特集号と銘打たれ、その名の通りの内容であった。ラッサーとガーンズバックはテクノクラシー運動にも共鳴していた。彼らは"Technocracy Review"という書誌を刊行している。また、テクノクラシーの思想を基にした小説をナット・シャハナーに注文し、完成品を『ワンダー・ストーリーズ』に連載し（1933年）、後に"The Revolt of the Scientists"として単行本にまとめている。
『ワンダー』には、小説および通俗科学書のレビューも掲載された。科学コラムもあり、読者からの質問に回答が試みられた。これらの記事の品質は、当初は良かったが、ラッサーの離職後には悪化の一途を辿った。他に『ワンダー』が行なった特記事項と言えば、全国のファンの組織化がある。ガーンズバックがボタンやバッジといったアイテムを販売する好機を逃さず、かなりの利益を上げたことは確かである。この動きは、後のSFファンダムの形成に大きな影響を与えた。

### ホーニッグ時代
1933年末に就任したホーニッグは、前任者ラッサーの路線を継続・発展させるべく努力した。彼は34年1月号で「新たなポリシー」を掲げ、独自性を重視して使い古されたアイディアの再利用を廃することを宣言した。ホーニッグは作品にインチキでない科学が入っていることを要求したが、さらに「科学技術にさほど関心があるわけではない読者を退屈させないこと」という条件も課した。しかしながら当時の業界のトップ、『アスタウンディング』誌に対抗することはホーニッグにとって困難であった。彼が用意できた原稿料は『アスタウンディング』のそれよりも1語あたり1セント安かったし、支払いが遅れたり、未払いになることもあった。これらの不利条件にもかかわらず、ホーニッグは良作を幾つか発掘している。例えばスタンリイ・G・ワインボウムの『火星のオデッセイ』は1934年7月号に掲載され、その後も頻繁に再掲載された。
ホーニッグは、自らのファンジン『ファンタジー・マガジン』1934年12月・35年1月合併号で、『ワンダー・ストーリーズ』には載せられない無名作家の作品を紹介した。そのうち、レイモンド・Z・ガランやマイルズ・ブルウアーらは後に作家として成功した。
ラッサーとホーニッグは、フランス語・ドイツ語圏からの作品も英訳して掲載した。ドイツの作家としてはオトフリート・フォン・ハンシュタインやオットー・ヴィリー・ガイルが挙げられる。1930年代にアドルフ・ヒトラーが台頭すると、一部の読者（ドナルド・A・ウォルハイムもその1人であった）がドイツ作品の掲載に苦情の手紙を寄せるようになった。編集部の返答は翻訳ものを強固に弁護する論調であり、ガーンズバックは国際事情は小説の採用には無関係だと主張した。
表紙絵は、ほぼ毎号フランク・R・パウルによって描かれた（彼はガーンズバックに付き従って『アメージング』から移って来たのだった）。唯一の例外は1932年11月号で、色の付いた多数の点を組み合わせた絵が表紙であった。

### ワイジンガーとフレンドの時代
雑誌がビーコン社のものになり、『スリリング・ワンダー』と誌名が変わると、掲載作品の方向性もアイディアよりアクション重視に変更された。表紙絵は奇怪な異星人や「美女危うし」的構図を描くのが常となった。画家としてはアール・K・バージイが起用されることが多かった。1939年、マーティン・アルジャーという一読者がこのような表紙絵を言い表す新語"bug-eyed monster"（「虫眼の怪物」の意。略してBEM、ベム）を発明した。後に、この語は異星人を意味する語として一般的となり、辞書にも載ることとなった。この時期の有名な寄稿者にはレイ・カミングスやジョン・W・キャンベルがいる。キャンベルの"Brain-Stealers of Mars"（火星の脳みそ泥棒）は1936年12月号から連載が始まった。1936年8月号、すなわち経営がビーコン社になった最初の号から漫画の掲載が始まった。作者「マックス・プレイステッド」は、オットー・バインダーと兄のジャックの合作ペンネームであった。彼らの続き漫画"Zarnak"は人気が出ず、8回で打ち切りとなった。
ワイジンガーの後任者、オスカー・J・フレンドは本誌を更に低年齢向けへと持って行った。彼は"Sergeant Saturn"（「土星軍曹」）というペンネームを使い、読者に媚を売った。フレンドの方針の下で登場率の上がったバージイは、非現実的な露出度宇宙服を着た美女、すなわち彼のトレードマークである「真鍮製ブラジャー」表紙を描きに描いた。

### マーウィンとマインズの時代
サム・マーウィン Jr.は1945年冬号から編集長となり、前任のフレンドと比して大人向けの編集方針を採った。彼はバージイを説得して表紙絵をもっと写実主義的なものに変え、キャンベルの『アスタウンディング』から作家を引き抜いて小説の質も改善した。『スリリング・ワンダー』1945年夏号にはジャック・ヴァンスのSFデビュー作"The World Thinker"が掲載された。マーウィンはレイ・ブラッドベリの短編もいくつか採用しており、それらは後に『火星年代記』に収録されることとなった。他の有力作家としてはシオドア・スタージョン、A・E・ヴァン・ヴォークト、R・A・ハインラインらが挙げられる。『スリリング・ワンダー』誌は、知的で思索的だがキャンベルの『アスタウンディング』なら採用しないであろう作品も、しばしば掲載した（キャンベルは科学の発達を否定的に捉える小説を好まなかった）。長らく最有力のSF雑誌であった『アスタウンディング』の地位は、1940年代後半の数年間は『スリリング・ワンダー』に脅かされた、とSF史家マイク・アシュリーは述べている。無論この見解は必ずしも一般的ではなく、別の資料はマーウィン時代の『スリリング』を「『スタートリング』と比せば明らかに二線級」と評している。
マーウィンの後任、サミュエル・マインズ（Samuel Mines）は、1951年年末から『スタートリング』と『スリリング』両誌の編集長を務めた。彼はSFのテーマの伝統的な制約に反対で、1952年には、異種間の性愛を扱った革新的作品、フィリップ・ホセ・ファーマーの『恋人たち』の『スタートリング』誌への掲載に踏み切った。続いて1953年には、ファーマーの別のタブー破り的作品『母』（宇宙船乗りが異星生物の子宮に住みつく、というプロット）を『スリリング』に掲載した。マインズは『スリリング』1952年12月号にエドモンド・ハミルトンの『向こうはどんなところだい？（別題：何が火星に）』を載せた。これは陰惨な宇宙開発を生々しくを描いた作品で、1930年代の執筆時にはあまりに陰気であると見なされて出版されずにいたものであった。同じ号に載ったシャーウッド・スプリンガーの"No Land of Nod"は、世界に生き残った最後の2人である父と娘の近親相姦を扱っていた。これらの作品は読者から好意的に受け容れられた。

## SF界への影響
数年の間、ラッサー編集長はSF界に支配的な力を振るった。彼の下、『ワンダー・ストーリーズ』は1930年代初期における最高のSF雑誌となった。本誌のこの時期の成功は、SF業界におけるガーンズバックの最大の成功でもあった。ラッサーは新世代の作家たちを育成した（彼らの多くは純然たる新人作家だった）。『ワンダー・ストーリーズ』は、アイザック・アシモフの言い方を借りれば一種の「促成栽培」場で、若い作家たちはここで作家業のイロハを習い覚えたのであった。本誌は、他の競合誌と比べればパルプ雑誌の因習にあまり囚われておらず、SFというジャンルの発達史の本流からは外れた作品も掲載している（例えばエリック・テンプル・ベルの"The Time Stream"やフェスタス・プラグネルの"The Green Man of Graypec"などである）。
『スリリング・ワンダー』時代には本誌の影響力は低下した。1940年代中期まで、本誌は若い読者を想定していたがサム・マーウィン Jr.やサミュエル・マインズの頃になって成年読者へのアプローチを始めた（当時、その層は議論の余地なくジョン・W・キャンベルの『アスタウンディング』誌の支配下にあった）。『スリリング・ワンダー』は、キャンベルに肩を並べることはできなかったが、良作を継続的に刊行することには成功した。1950年代、本誌はパルプ雑誌時代の終焉とともに廃刊となった。

## 歴代編集長
以下に歴代編集長の在任期間と雑誌名の変遷を図示する。
| エア・ワンダー・ストーリーズ（Air Wonder Stories）                       | サイエンス・ワンダー・ストーリーズ（Science Wonder Stories）        | 季刊ワンダー・ストーリーズ（Wonder Stories Quarterly） |
| 1929年7月号 - 30年5月号： デイヴィッド・ラッサー（David Lasser）         | 1929年6月号 - 30年5月号： デイヴィッド・ラッサー                    | 1929年号秋 -1933年冬号： デイヴィッド・ラッサー        |
| ワンダー・ストーリーズ（Wonder Stories）                                 |                                                                     | 1929年号秋 -1933年冬号： デイヴィッド・ラッサー        |
| 1930年6月号 - 33年10月号： デイヴィッド・ラッサー                        |                                                                     | 1929年号秋 -1933年冬号： デイヴィッド・ラッサー        |
| 1933年11月号 - 36年4月号： チャールズ・ホーニッグ（Charles Hornig）      | 1933年11月号 - 36年4月号： チャールズ・ホーニッグ（Charles Hornig） | （廃刊）                                               |
| スリリング・ワンダー・ストーリーズ（Thrilling Wonder Stories）           |                                                                     | （廃刊）                                               |
| 1945年冬号 -41年4月号： モート・ワイジンガー（Mort Weisinger）           |                                                                     | （廃刊）                                               |
| 1941年8月号 - 44年秋号： オスカー・J・フレンド（Oscar J. Friend）        |                                                                     | （廃刊）                                               |
| 1945年8月号 - 51年10月号： サム・マーウィン Jr.（Sam Merwin, Jr.）       |                                                                     | （廃刊）                                               |
| 1951年11月号 - 54年夏号： サミュエル・マインズ（Samuel Mines）           |                                                                     | （廃刊）                                               |
| 1954年秋号 - 55年冬号： アレグザンダー・サマルマン（Alexander Samalman） |                                                                     | （廃刊）                                               |

## 訳注
1. ↑  別名スリリング出版、後にスタンダード・マガジン社と改称。
2. ↑  別の兄アールとは「イアンド・バインダー」名義で小説を合作したことで有名。
3. ↑  別名ジョン・テイン。
4. ↑  日本語資料で頻繁に言及が見られるワイジンガー、フレンド、マーウィン、マインズ以外の人名は、投稿者による暫定的なカナ転写であることに留意されたい。

## 参考資料
- Ashley, Mike (2000). The Time Machines:The Story of the Science-Fiction Pulp Magazines from the beginning to 1950. Liverpool: Liverpool University Press. ISBN 0-85323-865-0.
- Ashley, Mike (2005). Transformations:The Story of the Science-Fiction Magazines from 1950 to 1970. Liverpool: Liverpool University Press. ISBN 0-85323-779-4.
- Carter, Paul A. (1977). The Creation of Tomorrow: Fifty Years of Magazine Science Fiction. New York: Columbia University Press. ISBN 0-231-04211-6.
- Davin, Erik Leif (1999). Pioneers of Wonder. Prometheus Books. ISBN 1-57392-702-3.
- Nicholls, Peter; Stableford, Brian (1993), "Wonder Stories", in Clute, John; Nicholls, Peter, The Encyclopedia of Science Fiction, New York: St. Martin's Press, Inc., ISBN 0-312-09618-6
- Bleiler, Everett F. (1998). Science-Fiction: The Gernsback Years: A complete coverage of the genre magazines Amazing, Astounding, Wonder, and others from 1926 through 1936. Kent, Ohio: The Kent State University Press. ISBN 0-87338-604-3.
- Edwards, Malcolm (1993), "Thrilling Wonder Stories", in Clute, John; Nicholls, Peter, The Encyclopedia of Science Fiction, New York: St. Martin's Press, Inc., ISBN 0-312-09618-6
- Clute, John (1995). Science Fiction: The Illustrated Encyclopedia. Dk Pub. ISBN 0789401851